# Châtillon FR
| FR ist das Kürzel für den Kanton Freiburg in der Schweiz. Es wird verwendet, um Verwechslungen mit anderen Einträgen des Namens Châtillon zu vermeiden. |

Châtillon ist eine politische Gemeinde im Broyebezirk des Kantons Freiburg in der Schweiz.

## Geographie
Châtillon liegt abgetrennt vom Neuenburgersee durch die ehemalige Gemeinde Font, die seit 2012 zu Estavayer gehört. Weiter grenzt Châtillon an Cheyres-Châbles und Lully. Vom Ort Le Purgatoire ist eine Rundsicht möglich vom Jura bis zum Mont Blanc.
- Höchster Punkt: 609 m
- Tiefster Punkt: 495 m

## Bevölkerung
Mit 527 Einwohnern (Stand Ende 2023) gehört Châtillon zu den kleinen Gemeinden des Kantons Freiburg. Die Bevölkerung von Châtillon belief sich 1880 auf 186 Einwohner. In der ersten Hälfte des 20. Jahrhunderts bewegte sich die Bevölkerungszahl zwischen 130 und 150 Einwohnern (1950: 131 Einwohner). In den nächsten 20 Jahren nahm die Einwohnerzahl um 37 % auf noch 82 Personen im Jahr 1970 ab. Seither ist ein starkes Wachstum zu verzeichnen, bis 2020 versechsfachte sich die Zahl der Bewohner.
Einwohnerzahlen: Volkszählungsdaten

### Sprachen
86 % der Einwohner sprechen vorwiegend Französisch. Deutsch wird von etwa 11,5 % der Bevölkerung gesprochen; daneben spricht eine kleine Minderheit von 2,2 % Italienisch. (Stand: Jahr 2000)

### Religionen – Konfessionen
Mit 64 % gehört die Mehrheit der Einwohner der römisch-katholischen Konfession an. Weitere 25 % der Bevölkerung bekennen sich zum Protestantismus. Die restlichen Einwohner sind ohne Konfession oder gehören zu anderen religiösen Gemeinschaften. (Stand: Jahr 2000)

## Wirtschaft
Früher war Châtillon landwirtschaftlich geprägt. Neben der traditionellen Landwirtschaft betrieben die Einwohner Kastanienwirtschaft (18. Jahrhundert) und Rebbau (1832 5 Hektar). 1970 gab es noch fünf Rebbauern. Es gibt noch vier intakte landwirtschaftliche Betriebe. Bis zum Beginn des 20. Jahrhunderts wurde ein Molasse-Steinbruch ausgebeutet.
Seit den 1970er-Jahren entwickelte sich Châtiilon zu einer Wohngemeinde, deren Bewohner als Pendler in den Regionen Estavayer, Payerne und Yverdon-les-Bains arbeiten. Mehr als drei Viertel der Bevölkerung sind im Dienstleistungssektor tätig.

## Verkehr
Châtillon liegt an einer Ortsverbindungsstrasse zwischen Font und Lully. Der nächste Anschluss an die Autobahn A1, die Bern mit Lausanne verbindet, ist ca. 4 km vom Ortszentrum entfernt. An Schultagen ist Châtillon mit zwei Kurspaaren des Autobusbetriebs der Transports publics Fribourgeois, die von Estavayer-le-Lac nach Seiry verkehren, an das Netz des öffentlichen Verkehrs angebunden.

## Geschichte
Archäologische Ausgrabungen in La Vuardaz bezeugen, dass der Ort schon vor der gallisch-römischen Zeit besiedelt war. Im Spätmittelalter gab die Herrschaft Châtillon ihren Namen der Adelsfamilie de Châtillon, die zu Beginn des 14. Jahrhunderts bezeugt ist. 1520 kam die Herrschaft mit jener von Font zu Freiburg und wurde Teil der Vogtei Font, später des Bezirkes Estavayer (bis 1848). Seit 1848 gehört die seit 1801 autonome Gemeinde zum Broyebezirk des Kantons Freiburg. In kirchlicher Hinsicht gehörte das Dorf immer zur Pfarrei Lully (FR).
1991 wurde auf der Anhöhe la Crêtaz das Reservoir Grac in Betrieb genommen, das es erlaubt, mit jährlich 680'000 m³ Trinkwasser zehn Nachbargemeinden zu versorgen.